# Nyctibatrachus dattatreyaensis
Nyctibatrachus dattatreyaensis es una especie de anfibio anuro de la familia Nyctibatrachidae.

## Distribución geográfica
Esta especie es endémica del distrito de Chikmagalur en el estado de Karnataka, India.

## Descripción
Nyctibatrachus dattatreyaensis mide hasta 41mm.

## Etimología
El nombre de su especie, compuesto por dattatreya y el sufijo latín -ensis, significa "que vive, que habita", y le fue dado en referencia al lugar de su descubrimiento, Dattatreya Peeta, en el Santuario de Vida Silvestre Bhadra, un área protegida, en la India en el distrito de Chikmagalur.

## Publicación original
- Dinesh, Radhakrishnan & Bhatta, 2008 : A new species of Nyctibatrachus Boulenger (Amphibia : Anura : Nyctibatrachidae) from the surroundings of Bhadra Wildlife Sanctuary, Western Ghats, India. Zootaxa, n.º 1914, p. 45-56.[6]